# Rulon Jones
Rulon Kent Jones (Salt Lake City, 25 marzo 1958) è un ex giocatore di football americano statunitense che ha militato nel ruolo di defensive end per tutta la carriera con i Denver Broncos della National Football League (NFL).

## Carriera
Jones fu scelto nel corso del secondo giro (42º assoluto) del Draft NFL 1980 dai Denver Broncos, dove giocò per tutta la carriera. In nove stagioni come professionista mise a segno 52,5 sack, da cui sono tuttavia escluse le prime due annate in cui la statistica non veniva ancora rilevata ufficialmente, in cui ne fece registrare rispettivamente 11,5 e 9,5. In carriera fu convocato per due Pro Bowl consecutivi nel 1985 e nel 1986, annata quest'ultima in cui fu anche premiato come difensore dell'anno dell'American Football Conference dalla United Press International. Nel 1986 e 1987 disputò per due volte come titolare il Super Bowl, in cui i Broncos furono sconfitti dai New York Giants e i Washington Redskins.

## Palmarès

### Franchigia
- American Football Conference Championship: 2

Denver Broncos: 1986, 1987

### Individuale
- Convocazioni al Pro Bowl: 2

1985, 1986
- PFWA All-Rookie Team - 1980